# Oostkamp
Oostkamp es un municipio de la región de Flandes, en la provincia de Flandes Occidental, Bélgica. A 1 de enero de 2018 tenía una población estimada de 23 580 habitantes.

## Geografía
Se encuentra ubicada al oeste del país, al sur de Brujas y cerca de la costa del mar del Norte.

### Secciones del municipio
El municipio comprende los antiguos municipios, que se fusionaron en 1977:
| - Oostkamp - Hertsberge - Ruddervoorde - Waardamme |

### Galería

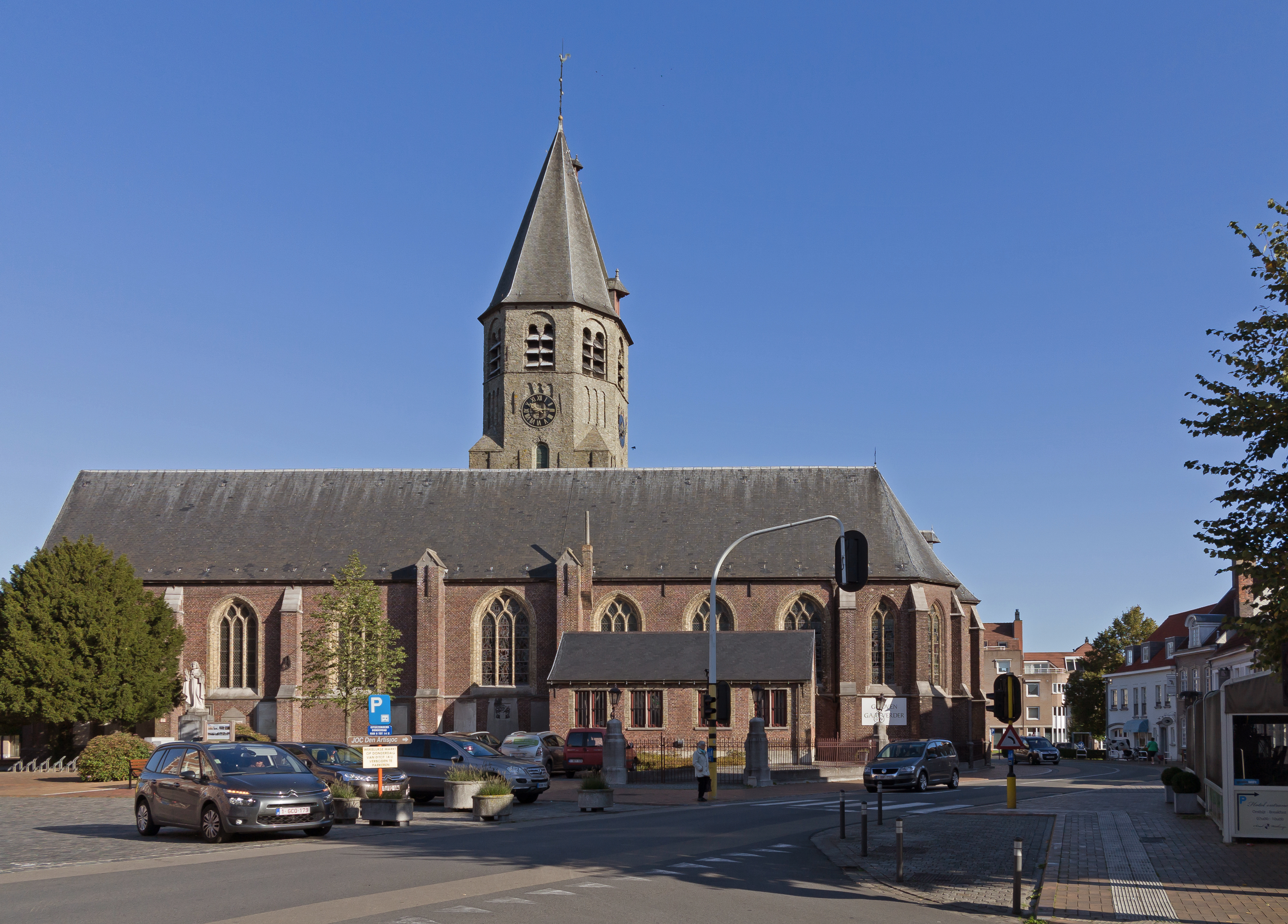
Oostkamp, la iglesia: Sint-Pieterskerk
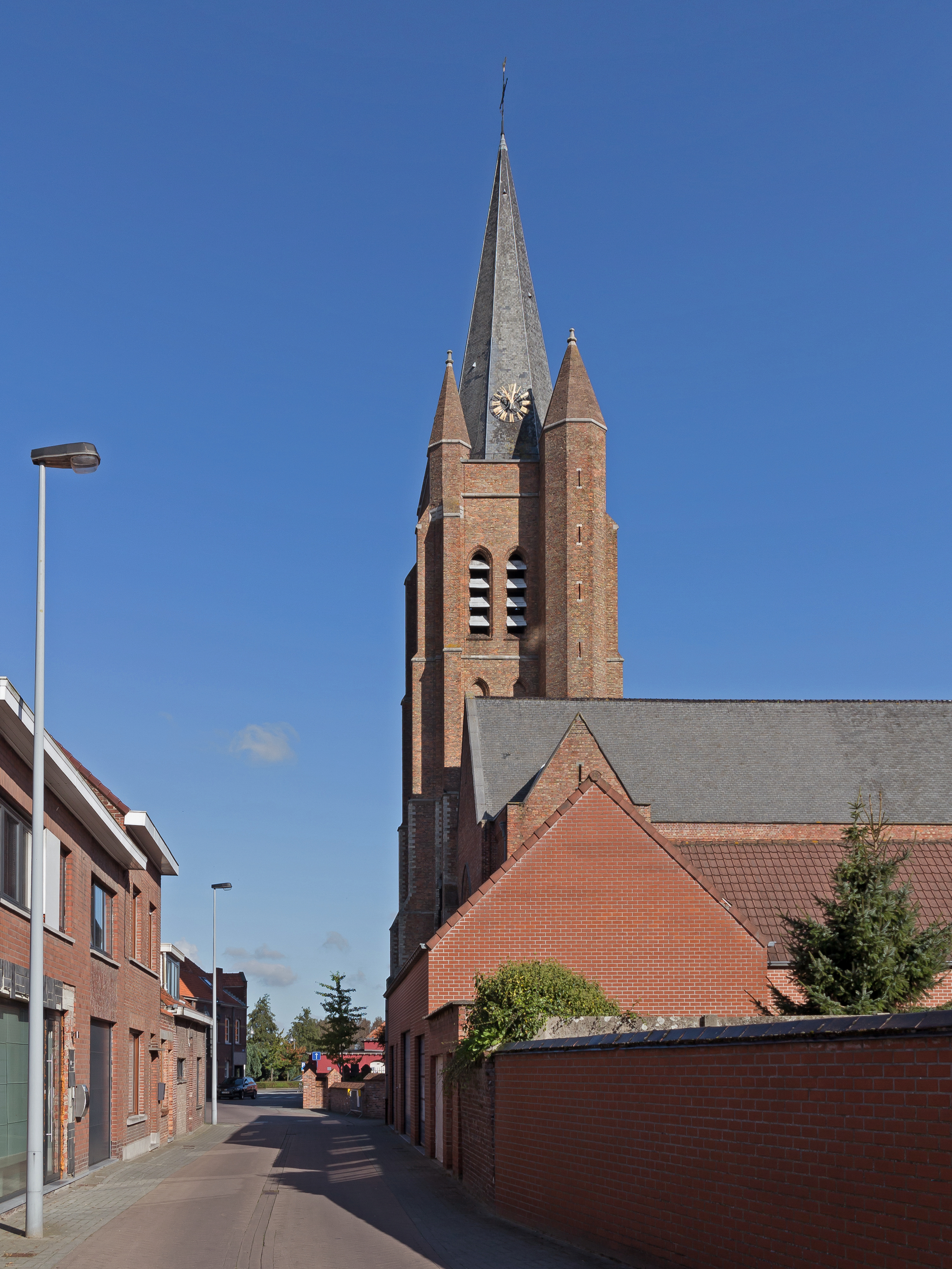
Ruddervorde, la iglesia: Sint Eligiuskerk
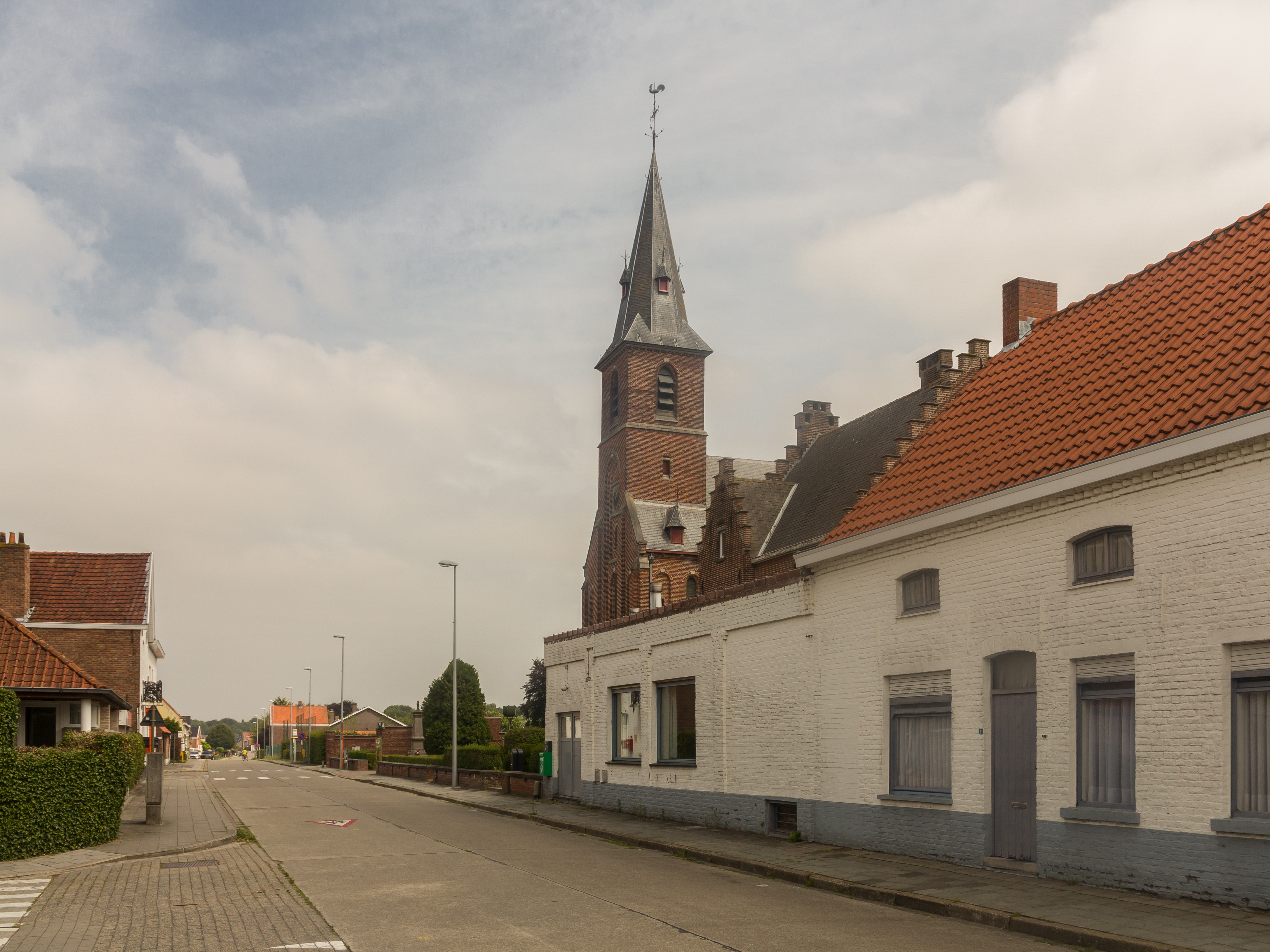
Hertsberge, la torre de la iglesia (Sint Janskerk) en la calle

## Demografía

### Evolución
Todos los datos históricos relativos al actual municipio, el siguiente gráfico refleja su evolución demográfica, incluyendo municipios después de efectuada la fusión el 1 de enero de 1977.
| Gráfica de evolución demográfica de Verlaine entre 1846 y 2020 |
|                                                                |